# Bisgård voldsted
Bisgård voldsted er resterne af en tidligere borg fra middelalderen, der ligger ved hovedgården Bisgård omkring 5 km nord for Tranebjerg på Samsø.
Borgen er sandsynligvis opført i slutningen af 1200-tallet eller starten af 1300-tallet, mens Erik Menved var konge. Anlægget et stort nok til at have været kongens borg.
Bo Mogensen var blevet biskop i Aarhus i 1395, og han fik Samsø i pant af dronning Margrete 1., mod en betaling på 5.000 mark til hende. Hun betalte dette tilbage i 1407, og navnet er sandsynligvis en forvanskning af Bispens Borg, som stedet beholdt sit navn efter biskoppen. Man har antaget, at den lille borgbanke på stedet var en del af biskoppens forsvarsværk.
Det er en af de fem middelalderlige borge på Samsø, og der blev foretaget arkæologiske udgravninger af voldstedet i 2010 af Nationalmuseet, Moesgaard Museum, Økomuseum Samsø og Kulturarvsstyrelsen i et projekt der undersøgte alle fem borge. Her blev der bl.a. fundet borgerkrigsmønter og hestespore fra 1300-1400-tallet.
Voldstedet er en oval banke på omkring 17,5 x 11 m, der i dag er hævet omkring 1 m over den omkringliggende voldgrav. Denne voldgrav er fra 5-15 m bred.